# 2-й спеціальний центр швидкого реагування ДСНС (Україна)
2-й Спеціальний центр швидкого реагування Державної служби України з надзвичайних ситуацій (2 СЦШР) — аварійно-рятувальне формування центрального підпорядкування Оперативно-рятувальної служби цивільного захисту Державної служби України з надзвичайних ситуацій.

## Призначення 2 СЦШР
2 СЦШР призначений для виконання заходів щодо захисту населення та територій у разі виникнення надзвичайних ситуацій техногенного, природного і воєнного характеру, запобігання та реагування на їх виникнення; участі у заходах територіальної оборони і антитерористичної діяльності, а також участі у міжнародних рятувальних та інших гуманітарних операціях тощо.
2 СЦШР забезпечує:
- постійну готовність та термінове реагування на надзвичайні ситуації техногенного і природного характеру за завданнями ДСНС України, на державному та регіональному рівнях незалежно від рівня складності, а також на надзвичайні ситуації місцевого і об'єктового рівнів у зоні відповідальності;
- участь у виконанні пожежних, пошуково-рятувальних та аварійно-рятувальних роботах у порядку, який визначається ДСНС України.

Зона відповідальності 2 СЦШР – 8 областей України: Львівська, Тернопільська, Закарпатська, Івано-Франківська, Чернівецька, Хмельницька, Волинська, Рівненська.

## Історія підрозділу

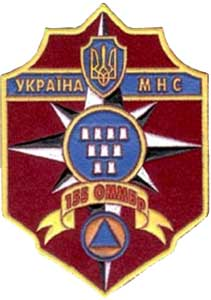
Емблема 155 окремої мобільної механізованої бригади військ Цивільної оборони України.

25 червня 1962 року в селі Околиця Мінського району, на базі першого інженерного батальйону 80-го окремого полку Цивільної оборони СРСР було сформовано 217-й окремий інженерний батальйон Цивільної оборони СРСР  (в/ч 33481) під командуванням підполковника Михайла Крюкова. 30 червня 1962 року частину було передислоковано до міста Дрогобич.
У січні 1992 р. особовий склад бригади склав присягу на вірність українському народові. Тоді ж бригада увійшла до складу Збройних Сил України, а згідно Постанови Кабінету Міністрів України від 28 січня 1992 р. N 35 була передана у підпорядкування Штабу Цивільної оборони України.
З 28 жовтня 1996 року 155 окрема мобільна механізована бригада Цивільної оборони ввійшла до складу сил Міністерства України з питань надзвичайних ситуацій та у справах захисту населення від наслідків Чорнобильської катастрофи та отримала умовне найменування «Військова частина Д0090».
Протягом 1962-2014 років підрозділ було неодноразово переформовано, зазнавало змін також і його підпорядкування:
1. «217 окремий інженерний батальйон Цивільної оборони СРСР»;
2. «217 окремий механізований батальйон Цивільної оборони СРСР»;
3. «261 окремий механізований полк Цивільної оборони СРСР»;
4. «824 окремий механізований батальйон ЦО СРСР»;
5. «261 окремий механізований полк ЦО України»[4];
6. «155 окрема мобільна механізована бригада військ Цивільної оборони України»;
7. «12 окремий аварійно-рятувальний загін оперативного реагування МНС України»;
8. «3 Регіональний рятувальний загін МНС України»[5];
9. «1 Аварійно-рятувальний загін Оперативно-рятувальної служби цивільного захисту МНС України»;
10. «6 Спеціальний регіональний центр швидкого реагування Оперативно-рятувальної служби цивільного захисту МНС України»[6];
11. «3 Спеціальний регіональний центр швидкого реагування Оперативно-рятувальної служби цивільного захисту МНС України».

У 2013 році відповідно до Указу Президента України підрозділ був переведений до Державної служби України з надзвичайних ситуацій і отримав назву «2 Спеціальний центр швидкого реагування Державної служби України з надзвичайних ситуацій».

### Надзвичайні події, до ліквідації яких залучався підрозділ протягом останніх десятиріч
- ліквідація наслідків виливу хвостосховища Стебницького калійного комбінату у вересні 1983 року, із зони катастрофічного затоплення евакуйовані понад 13 тисяч осіб;
- ліквідація наслідків розливу дизельного палива на р. Уж в Закарпатті в березні 1994 року;
- ліквідація наслідків  зсуву ґрунту у Чернівцях у лютому 1995 року;
- ліквідація наслідків урагану на Волині та повені в Опольському воєводстві Республіки Польща у 1997 році;
- ліквідація наслідків повеней 1998, 2001 років на Закарпатті;
- ліквідація наслідків виливу нафтопродуктів на водозаборі у с. Гірне Стрийського району та забезпечення населення м. Дрогобич питною водою;
- ліквідація наслідків авіакатастрофи літака СУ-27 на летовищі Скнилів м. Львова;
- участь у ліквідації наслідків надзвичайних ситуацій на складах боєприпасів Міністерства оборони України в с. Новобогданівка Запорізької області у 2006-2008 роках та м. Лозова Харківської області;
- ліквідація наслідків повеней 2008, 2010 років у Західному регіоні України;
- забезпечення пропуску автотранспорту на перевалах у Карпатах на межі Львівської та Закарпатської областей;
- попередження випадків загибелі від переохолодження людей та збереження матеріальних цінностей у період низьких температур у січні-лютому 2012 року.

Лише у 2013-2014 роках групою піротехнічних робіт було здійснено більше 300 виїздів у межах Львівської області, в результаті яких знищено більше 700 вибухонебезпечних предметів та обстежено близько 26,0 га територій.
За 51 рік існування підрозділу 1226 чоловік особового складу були нагороджені державними нагородами та відомчими відзнаками:
- орденами колишнього Радянського Союзу та Незалежної України – 31;
- медалями колишнього Радянського Союзу та Незалежної України – 1118;
- Почесною відзнакою МНС України – 8;
- відзнакою МНС України «За відвагу у надзвичайній ситуації» – 57;
- відзнакою МНС України «За розмінування» – 12.

## Загальна структура Центру

### Управління центру
- керівництво;
- відділ планування та контролю;
- відділення чергових;
- відділ персоналу;
- канцелярія центру;
- група спеціального зв'язку та режиму таємності;
- відділ економіки і фінансів;
- відділ матеріально-технічного забезпечення.

### Основні підрозділи
- Аварійно-рятувальна частина:

група рятувальних робіт;
водолазно-рятувальне відділення;
пошуково-рятувальне відділення;
група ліквідації наслідків аварій;
група радіаційного, хімічного та біологічного захисту.
- Група піротехнічних робіт.

### Підрозділи забезпечення
- Частина забезпечення та обслуговування:

група обслуговування;
експлуатаційно-господарча група;
група охорони;
склади.
- Вузол телекомунікацій;
- Навчальний полігон;
- Пункт охорони здоров'я.

## Техніка на озброєнні Центру
На озброєнні 2 СЦШР знаходиться автомобільна, спеціальна, пожежна, інженерна техніка, техніка служби РХБЗ.

### Рятувальна
- Спеціальні аварійно-рятувальні машини САРМ-С (ЗІЛ-131)
- Спеціальні аварійно-рятувальні машини на базі ГАЗ-2705
- Електростанції причіпні ЕСД-10ВО, ЕСД-30ВС, ЕСД-50ВС, ЕСД-100ВС
- Мотопомпи МП-1600
- Установка видобування води УДВ-15

### Піротехнічна (розмінування)
- Піротехнічні машини важкого типу ПМ-В на базі ГАЗ-66
- Піротехнічні машини легкого типу ПМ-Л на базі УАЗ-469

### Інженерна

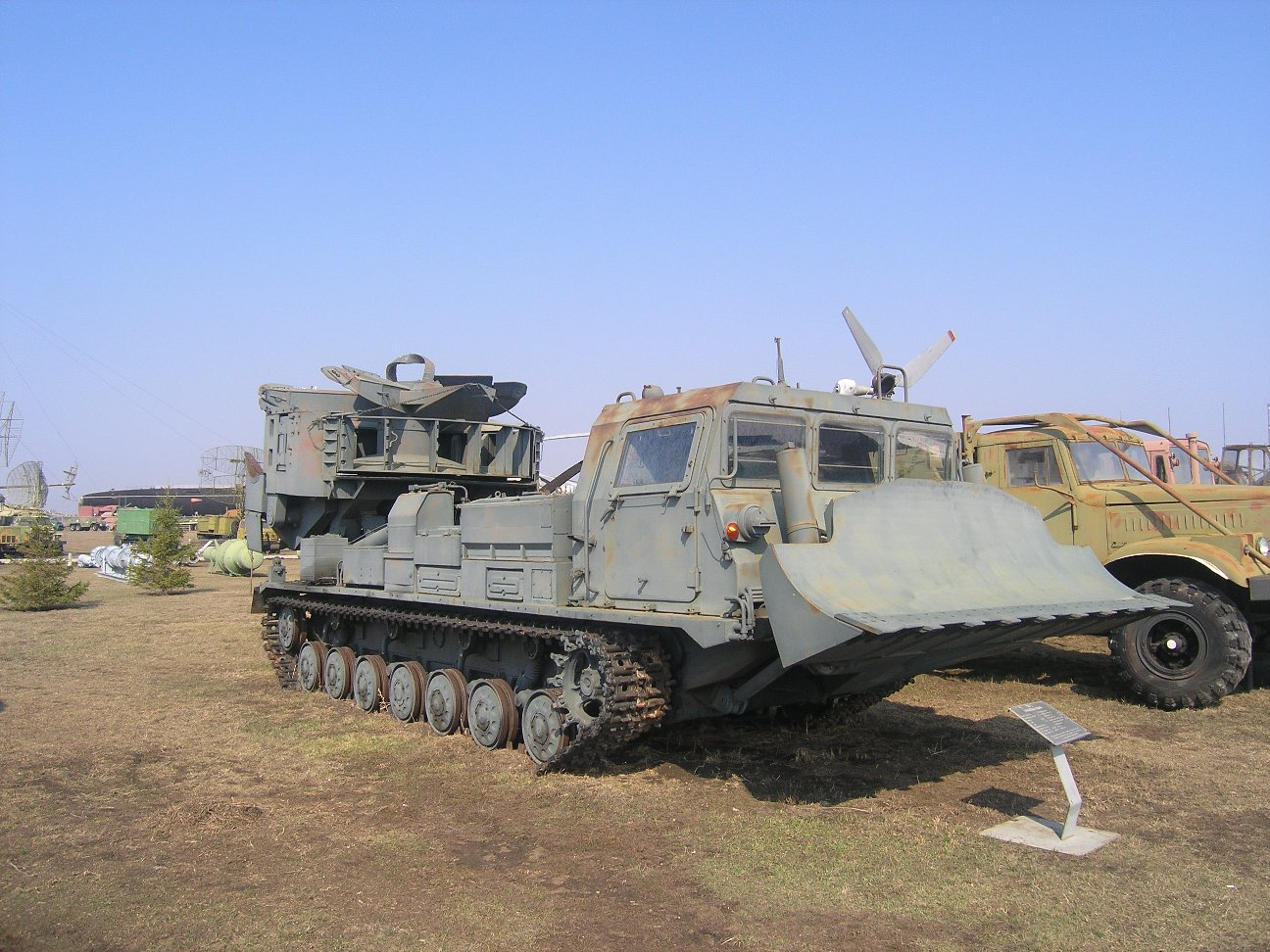
МДК-3

- Інженерні машини розгородження ІМР-2
- Шляхопрокладач гусеничний БАТ-М
- Плаваючий транспортер середній ПТС-М
- Машини для риття котлованів МДК-2, МДК-3
- Важкий механізований міст ТММ-3М1
- Тягач важкий сідельний МАЗ-537
- Снігоочисник шнекороторний ДЕ-226 (Урал-4320)

### Радіаційного, хімічного та біологічного захисту
- Машина радіаційної та хімічної розвідки УАЗ-469РХ (УАЗ-469)
- Машина радіаційної, хімічної та біологічної розвідки
- Машина радіаційної та хімічної розвідки БРДМ-2РХ
- Авторозливні станції АРС-14 (ЗІЛ-131)
- Дезінфекційно-душова установка ДДА-66 (ГАЗ-66)

### Спеціальна
- Універсальна машина підігріву УМП-400
- Командно-штабна машина Р-142Н (ГАЗ-66)
- Важкі тягачі МАЗ-537 з причепами ЧЗМАП-9990
- Автомобілі медичної служби на базі ГАЗ-2705, ЗіЛ-131
- Майстерні з ремонту автомобільної та інженерної техніки (МТО-АТ, МРІВ)